# カトリック大阪大司教区
カトリック大阪大司教区（カトリックおおさかだいしきょうく、英: Roman Catholic Archdiocese of Osaka）は、大阪府、兵庫県および和歌山県を管轄区域としていたキリスト教カトリック教会の司教区（大司教区）。2023年、高松教区と統合、新設されたカトリック大阪高松大司教区に移行した。廃止時の司教座聖堂（カテドラル）は聖マリア大聖堂。

## 司教座聖堂
- 司教座 - 大阪カテドラル聖マリア大聖堂（玉造教会）

## 沿革
- 1846年（弘化3年） - 日本使徒座代理区（現在の東京教区）が設立され、横浜に代理区長館が設置される。
- 1866年（慶応2年） - 代理区長館が長崎に移転。
- 1876年（明治9年） - 5月22日、日本使徒座代理区を日本北緯使徒座代理区、日本南緯使徒座代理区（現在の長崎教区）の2区に分割。南緯代理区は近畿、中国、四国および九州 の各地方を管轄区域とした。
- 1888年 （明治21年） - 南緯代理区に属していた近畿、中国、四国の3地方は日本中部使徒座代理区として独立、司牧をパリ外国宣教会に委託された[1]。
- 1891年 （明治24年） - 6月15日、中部代理区は大阪教区に昇格。
- 1904年 （明治37年） - 1月27日、大阪教区より四国4県が新設の四国使徒座知牧区（後の高松教区）に委譲された。
- 1923年 （大正12年） - 5月4日、大阪教区より中国5県が新設の広島代理区（現在の広島教区）に委譲された。
- 1937年（昭和12年） - 6月17日、京都、奈良、三重、滋賀の1府3県が新設の京都知牧区（現在の京都教区）に委譲された。以後、大阪教区の管轄区域は統合まで大阪府と兵庫、和歌山両県であった。
- 1969年（昭和44年） - 6月24日、大司教区に昇格して大阪大司教区となった[1]。
- 2018年（平成30年） - 5月20日、前田万葉大司教が日本人としては15年ぶり6人目となる枢機卿に任命されると発表。後日バチカンで枢機卿会議が開かれ、叙任式が行われた。
- 2023年（令和5年） - 8月15日、教皇フランシスコが大阪教区と高松教区の統合を発表。新設される大阪高松大司教区の初代大司教に前田万葉枢機卿（大阪大司教）を任命[2]。
- 2023年（令和5年） - 10月9日、大阪高松カテドラル聖マリア大聖堂にて、カトリック大阪高松大司教区設立式を挙行[3]。

## 歴代使徒座代理・司教（教区長）

### 日本中部使徒座代理
- フェリックス・ニコラス・ミドン（パリ外国宣教会）1888年 – 1891年

### 歴代大阪司教・大司教（教区長）
- 初代 - フェリックス・ニコラス・ミドン（パリ外国宣教会）1891年 – 1893年
- 2代 - アンリ・ヴァスロン（パリ外国宣教会）1893年 – 1896年
- 3代 - ジュル・オーグスト・シャトロン （パリ外国宣教会）1896年 – 1917年
- 4代 - ジャン・バティスト・カスタニエ（パリ外国宣教会）1918年 – 1940年
- 5代 - パウロ田口芳五郎　1941年 – 1978年
- 6代 - パウロ安田久雄 1978年 – 1997年
- 7代 - レオ池長潤（イエズス会） 1997年 – 2014年
- 8代 - トマス・アクィナス前田万葉　2014年 – 2023年

### 補佐司教
- ミカエル松浦悟郎 1999年 – 2015年
- ヨゼフ・アベイヤ（聖クラレチアン宣教会） 2018年 – 2020年
- パウロ酒井俊弘（オプス・デイ属人区） 2018年 – 2023年

## 所在地・交通アクセス
〒540-0004　大阪府大阪市中央区玉造2-24-22（北緯34度40分43.8秒 東経135度31分39.5秒 / 北緯34.678833度 東経135.527639度）
- JR大阪環状線「玉造駅」より徒歩15分
- Osaka Metro長堀鶴見緑地線「玉造駅」より徒歩12分

## 大司教区内の著名な教会
- 大阪カテドラル聖マリア大聖堂 - 司教座聖堂
- カトリック夙川教会 - 旧司教座聖堂
- カトリックたかとり教会
- カトリック高槻教会
- カトリック新宮教会